# 우에하타 우헤이지
우에하타 우헤이지(일본어: 上畑 佑平士, 1998년 7월 25일~)는 일본의 축구 선수이다.

## 구단 경력
그는 2021년 J3리그의 후쿠시마 유나이티드 FC에 입단했다.